# 维耶尔宗区
维耶尔宗区（法語：Arrondissement de Vierzon）是法国谢尔省所辖的一个区。总面积1767.4平方公里，总人口69075人，人口密度每平方公里39人（2018年）。主要城镇为维耶尔宗。

## 辖区
维耶尔宗区辖有43个市镇。